# Други крајишки партизански одред
Други крајишки народно-ослободилачки партизански одред формиран је на Козари септембра 1941. године и до средине октобра је деловао под називом Козарски партизански одред. Крајем новембра имао је шест чета са око 670 бораца, а већ крајем децембра 1941. године три батаљона са 1.045 бораца.
Први командант одреда био је Младен Стојановић, а политички комесар Осман Карабеговић, народни хероји.
Борбене акције је изводио на територији између Саве, Уне, Сане и Врбаса.
У знак сећања на свог првог, легендарног команданта, којег су четници убили 2. априла 1942. године, Одред је 17. априла исте године добио назив Други крајишки партизански одред Др Младен Стојановић.
Поводом обележавање тридесетогодишњице офанзиве на Козару, 10. септембра 1972. године, председник СФРЈ Јосип Броз Тито га је одликовао Орденом народног хероја. Једини је партизански одред НОВ и ПОЈ одликован овим орденом.

## Борбени пут
Током јесени 1941. године Одред је паралисао саобраћај на прузи Босански Нови — Приједор, блокирао Босанску Дубицу и непријатељске посаде у долини Сане и Уне. Покушај немачких, домобранских, усташких и жандармеријских снага да концентричним нападом, 25. новембра 1941. године, униште Други крајишки одред, није успео, јер су његове чете вештим маневром избегавале опкољавање и јаче непријатељске снаге. У тродневним операцијама непријатељ је прокрстарио Козару и на више места оставио посадне јединице, које су у децембру разбијене и уништене. Најзначајнију акцију у устаничкој 1941. години Одред је извео на Мраковици, 5. децембра 1941, када је уништио Другу бојну Друге пешадијске пуковније и запленио комплетно њено наоружање, а затим и три сатније у Доњој Драготињи, Турјаку и Водичеву. У тим борбама било је заробљено више од 500 непријатељских војника.
Због такве активности Другог крајишког одреда, у пролеће 1942. потпуно је онемогућена употреба железничке пруге Приједор — Босански Нови и експлоатација гвоздене руде из Љубије. Поред тога, савладане су непријатељске посаде дуж ове комуникације. Одред се посебно истакао у борбама код Драксенића и Босанске Дубице, с усташком Црном легијом, када је зауставио њено продирање на ослобођену територију. У време ових борби, усташе су у Драксенићу, поклале у сеоској цркви 206 мушкараца, жена и деце.
Фебруара 1942. године, Одред је разорио пругу Босански Нови — Бања Лука, уништио железничке станице Омарску и Пискавицу, и држао блокаду Приједора коју је тек успела да, после вишедневних жестоких борби у Кнежпољу, пробије немачка 718. пешадијска дивизија и извуче своје снаге из Приједора и Љубије. У првој половини марта 1942. године, Други крајишки одред поново је блокирао Приједор, ослободио Козарац и извео још низ значајних акција на комуникацијама Босански Нови — Бања Лука. У непрестаним борбама Одред је јачао, повећавао бројно стање, тако да је, крајем марта 1942. године, имао пет батаљона с 15 чета и око 3.000 бораца. Током фебруара и марта 1942, формирао је Козарачку пролетерску чету и ударни батаљон, који су учествовали у борбама против четника у централној Босни, на терену Четвртог крајишког партизанског одреда.
Заједно с Првим крајишким партизанским одредом и Банијском пролетерском четом, Други крајишки одред је ослободио 16. маја 1942. године Приједор, други по величини град у Босанској крајини. Тада је заробљено 1.300 непријатељских војника. Одред је стално био извор нових бораца — у Прву крајишку ударну бригаду, која је формирана 21. маја 1942, дао је своја два батаљона. Два дана касније, на слободну територију Одреда на Козари слетели су и први партизански авиони Фрање Клуза и Руди Чајавеца. Почетком јуна 1942, у борбама с усташком Црном легијом из Јасеновца заробљена су и два тенка.
Од 10. јуна 1942. године, када је почела велика непријатељска офанзива на Козари, па до краја јула, Одред је водио тешке и херојске борбе. Његових 3.500 бораца и народ Козаре супротставили су се технички изванредно опремљеним непријатељским снагама јачине око 45.000 војника. После завршене офанзиве, у којој је погинуло 1.700 партизанских бораца, Други крајишки одред је реорганизован. Од преосталих снага, у састав Друге крајишке ударне бригаде ушла су два његова батаљона, а 23. септембра 1942. формирана је и Пета крајишка козарачка бригада. На терену Козаре остала је самостална партизанска чета, која је убрзо прерасла у Четврти батаљон Пете крајишке ударне бригаде.
Крајем маја 1943. године, опет је формиран Kозарски партизански одред, који је за месец дана нарастао на три батаљона. У току лета 1943. године, Одред је водио успешне борбе против немачких и усташко-домобранских јединица и штитио слободну територију Козаре. Осмог октобра 1943, Одред је преформиран у Једанаесту крајишку ударну бригаду. На Козари је опет остао мањи партизански одред, као језгро Тимарског и Градишко-лијевчанског партизанског одреда, од којих је 1. октобра 1944. године, формирана Двадесета крајишка козарска ударна бригада.

## Народни хероји
Неки од бораца Другог крајишког партизанског одреда проглашени за народне хероје су:
- Борко Арсенић
- Раде Башић
- Петар Боројевић
- Ратко Вујовић, политички комесар одред
- Осман Карабеговић, први политички комесар одреда
- Раде Кондић
- Јосип Мажар Шоша, заменик команданта одреда
- Микан Марјановић
- Ивица Марушић Ратко
- Петар Мећава
- Драгоје Миљатовић
- Никола Радуловић
- Стево Рауш
- Драгутин Станић
- Младен Стојановић, први командант одреда
- Миле Тубић
- Бошко Шиљеговић
- Ранко Шипка
- Томица Шпановић